# Tecution helenicola
Tecution helenicola là một loài nhện trong họ Miturgidae.
Loài này thuộc chi Tecution. Tecution helenicola được Pierre L. G. Benoit miêu tả năm 1977.